# آتشفشان گوفا
آتشفشان گوفا یک کوه در اریتره است که در منطقه دریای سرخ جنوبی واقع شده‌است. آتشفشان گوفا ۶۰۰ متر بالاتر از سطح دریا واقع شده‌است.